# Gopalpur (Bangladesh)
Pour les articles homonymes, voir Gopalpur.
Gopalpur est une ville du Bangladesh, située dans le district de Tangail, à 44 km au nord de Tangail et à 127 km de Dacca, la capitale. Gopalpur compte 50 160 habitants.